# Lamontville Golden Arrows Football Club
Il Lamontville Golden Arrows FC, noto semplicemente come Golden Arrows, è una società calcistica con sede nella città di Durban, in Sudafrica. Milita nella Premier Division, la massima serie del campionato sudafricano.

## Storia
È stata fondata nel 1943 nelle strade di Lamontville, una frazione di Durban. Il club ha giocato nella defunta National Professional Soccer League, fino a quando fu retrocesso nel 1976. Da allora in poi giocò nella Seconda Divisione fino al 1980, quando fu coinvolto in uno scandalo calcistico e espulso dalla National Professional Soccer League.
La squadra si formò nuovamente nel 1996 quando la famiglia Madlala acquistò la franchigia di Seconda Divisione del Ntokozo FC e cambiò il suo nome in Lamontville Golden Arrows.
Nel 2000 hanno conquistato la promozione in Premier Division, vincendo la National First Division Coastal Stream.
Gli Arrows hanno conquistato il loro primo trofeo importante quando hanno vinto l' MTN 8 del 2009 , sconfiggendo l'Ajax Cape Town 6-0 nella finale giocata all'Orlando Stadium.

## Palmarès

### Competizioni nazionali
- National First Division: 1

2014-2015
- MTN 8: 1

2009

### Competizioni giovanili
- Reserve League: 2

2015-2016, 2017-2018

## Organico

### Rosa 2023-2024
Aggiornata al 7 febbraio 2024.
| N. |                      | Ruolo | Calciatore              |
| -- | -------------------- | ----- | ----------------------- |
| 1  | Uganda (bandiera)    | D     | Ismail Watenga          |
| 2  | Sudafrica (bandiera) | D     | Sazi Gumbi              |
| 3  | Sudafrica (bandiera) | C     | Olwethu Ncube           |
| 5  | Sudafrica (bandiera) | D     | Gladwin Shitolo         |
| 6  | Sudafrica (bandiera) | A     | Tebogo Tlolane          |
| 9  | Sudafrica (bandiera) | A     | Ryan Moon               |
| 11 | Sudafrica (bandiera) | A     | Nduduzo Sibiya          |
| 12 | Sudafrica (bandiera) | C     | Velemseni Ndwandwe      |
| 14 | Sudafrica (bandiera) | C     | Angelo Van Rooi         |
| 15 | Sudafrica (bandiera) | D     | Thabani Zuke (capitano) |
| 18 | Zimbabwe (bandiera)  | A     | Knox Mutizwa            |
| 19 | Sudafrica (bandiera) | A     | Sibusiso Sibeko         |
| 22 | Sudafrica (bandiera) | D     | Bradley Cross           |
| 23 | Sudafrica (bandiera) | C     | Lungelo Dube            |

| N. |                           | Ruolo | Calciatore           |
| -- | ------------------------- | ----- | -------------------- |
| 24 | Sudafrica (bandiera)      | C     | Nqobeko Dlamini      |
| 25 | Sudafrica (bandiera)      | C     | Teboho Motloung      |
| 26 | Sudafrica (bandiera)      | C     | Thubelihle Magubane  |
| 27 | Sudafrica (bandiera)      | D     | Ntsikelelo Nxadi     |
| 28 | Sudafrica (bandiera)      | P     | Olufemi Kayode       |
| 30 | Sudafrica (bandiera)      | D     | Sbonelo Cele         |
| 31 | Sudafrica (bandiera)      | D     | Nduduzo Mhlongo      |
| 32 | Sudafrica (bandiera)      | P     | Nkosingiphile Gumede |
| 35 | Sudafrica (bandiera)      | C     | Themba Mantshiyane   |
| 36 | Sudafrica (bandiera)      | P     | Sifiso Mlungwana     |
| 37 | Sudafrica (bandiera)      | D     | Siyavuya Ndlovu      |
| 40 | Sudafrica (bandiera)      | A     | Lungelo Nguse        |
| 42 | Sudafrica (bandiera)      | C     | Brandon Theron       |
| 43 | Costa d'Avorio (bandiera) | A     | Gbagbo Junior Magbi  |